# آلبومر باخ
آلبومر باخ (به آلمانی: Albaumer Bach) یک رود در آلمان است که در کیرشوندم واقع شده‌است.